# Ire Aderinokun
Ire Aderinokun es una desarrolladora front-end. Es la primera mujer Google Developer Experto de Nigeria.

## Primera vida y educación
Ire viene Estado de Ogun, al Nigéria . Está nacido en la familia de Tayo y Sra. Olunfunlola Aderinokun.
Después de sus estudios secundarios en Nigeria, ha obtenido una selectividad en psicología experimental de la Universidad de Bristol. Todo que prosigue su dominio en derecho a la Universidad de Bristol, sus intereses para el informático lo han traído a seguir un curso de diseño a Codeacademy.
Ire es autodidacte. Ha escrito su primer sitio web a 13 años como website de fans para Neopets donde había aprendido sus primeros códigos HTML de base. Ire es igualmente autrice del blog llamado bitsofcode, donde presenta astucias de codage a otros desarrolladores. Ha comenzado el blog en 2015.

## Carrera
Ire es una experta desarrollador de Google, especializado en las tecnologías frontales de base HTML, CSS y JavaScript.  Ire es igualmente autor a techcabal.
Organiza Frontstack, una conferencia para la ingeniería frontal a Nigeria y ha lanzado un pequeño programa de bolsas para apadrinar mujeres nigérianes. Es co-fundadora de BuyCoins, que es un intercambio de crypto-moneda para África.
Ire Aderinokun es lo una de las miembros fundadoras de Feminist Coalición un grupo de jóvenes mujeres nigérianes cuyo objetivo es de promover la igualdad de las mujeres en la sociedad nigeriana.